# Madona se sv. Janem Křtitelem a sv. Janem Evangelistou
Madona se sv. Janem Křtitelem a sv. Janem Evangelistou jsou dřevěné sochy ze 60. let 14. stol., které byly součástí oltářního archy v jednom z kostelů v Chebu v okrese Cheb. Sochy představují ranou fázi konstituování nového výtvarného stylu, ovlivněného malbou a zejména knižními miniaturami dvorského okruhu. Kvalita a styl řezby napovídají, že pravděpodobně vznikly v některé pražské dílně. Jsou součástí expozice gotické plastiky v Galerii výtvarného umění v Chebu.

## Historie

### Původ
Provenience z prvního farního kostela v Chebu, zbořeného v roce 1812, není jistá. Tomu by odpovídalo jedině zasvěcení kostela sv. Janu Křtiteli, jehož socha stála v oltářní skříni na významnějším místě po pravici Panny Marie. Kostel sv. Jana Křtitele však v době vzniku této trojice soch již dávno ztratil na významu a donace se soustřeďovaly spíše ke kostelu sv. Mikuláše. Patronátní práva k němu držel řád německých rytířů, jehož představitelé udržovali vztahy s pražským panovnickým dvorem, v jehož blízkosti příslušná dílna působila.

### Původní umístění
Novější bádání nepochybuje o tom, že všechny tři sochy pocházejí ze skříně nedochované oltářní archy, přestože chebské uspořádání Trůnící Madony se sv. Janem Křtitelem po pravici a sv. Janem Evangelistou po levici nemá přesnou dobovou analogii. Třífigurové schéma s centrální sochou Madony bylo ve střední Evropě druhé pol. 14. – první pol. 15. století vcelku běžné. Dvojice soch Janů, které mohly být součástí oltáře s centrální sochou Madony se dochovaly v Tovačově a Rychlebách (Złoty Stok, Dolní Slezsko).

## Popis

### Umělecká situace
Chebské sochy vznikly v mimořádně zajímavém období českého umění ve třetí čtvrtině 14. století. Za vlády českého krále a římského císaře Karla IV. zde panovaly velice příznivé podmínky pro rozvoj sochařství. Hospodářská prosperita a mocenská stabilita umožnily bezprecedentní intenzitu výstavby kostelů a jejich zařizování. Předpokladem pro fungování mnoha dílen produkujících oltářní nástavce byly obrovské investice do oltářních fundací. Příklad Karlovy zakladatelské a budovatelské iniciativy strhával mnoho příslušníků jeho dvora, ale i další církevní hodnostáře, šlechtice i měšťany, čímž vznikalo množství příležitostí pro umělecké řemeslníky všeho druhu. Vysoká poptávka a výborné podmínky přitahovaly ty nejlepší tvůrce z celé Evropy. Právě skutečnost, že se v centru říše setkávali řemeslníci školení v různých končinách Evropy, především v Itálii, Francii a německých zemích, se promítla do neobyčejné stylové různorodosti a vývojové dynamiky.
Sochaři ve snaze neopakovat již dosažené přinášeli v rychlém sledu nová originální řešení, jak v zobrazení madon a světců aktivovat vrstvené významy. Hlavním prostředkem se jim stala reprodukce bohatství vizuální zkušenosti, buď přímo na základě pozorování (uváděním prvků nepravidelnosti, náhodnosti či obyčejnosti do dříve idealizovaných tvarů) nebo obraznou evokací pomocí draperie, různorodé jak ve stylu uspořádání záhybů, tak v textuře látky. Díky jedinečné situaci v pražském uměleckém centru doby Karla IV. mohl být styl stále obohacován o nové inspirace umělců obeznámených se současným uměním v Itálii a západní Evropě, které se zde následně křížily, prolínaly a transformovaly. Z oblasti dvorského malířství byl do řezbářství uveden např. kompoziční princip, který vnáší pomocí nestejně vysoko postavených chodidel do postavy dynamiku a u reliéfních soch účinně podporuje iluzi prostorové hloubky. Dobře známý a relativně nejlépe dokumentovatelný je vztah trůnících madon ke stylu iluminátorů 60. let, působících při pražském arcibiskupském dvoře.

### Panna Marie s Ježíškem
P
Jedná se o plně plastickoj sochu z lipového dřeva o rozměrech 97 x 39 x 19 cm. Záda sochy jsou vyhloubena, socha není polychromována. Restaurována byla letech 1964 a 1987, znovu ještě roku 1994 (J. Živný).
Socha představuje tradiční typ Trůnící Panny Marie s oblečeným Kristem, stojícím na jejím koleni. Je oděna do přiléhavého šatu a pláště sepnutého na prsou. Madona sedí na profilovaném trůnu s poduškou a na hlavě má roušku a korunu. Pravou rukou objímá Ježíška, v levé patrně držela žezlo. Obě sochy mají obličej obrácen k vnímateli. Kristus drží v levé ruce jablko a pravou rukou žehná. Tento typ mariánských soch byl rozšířen v období 1270–1350, ale ojediněle přetrvává i v období krásného slohu. Oproti starším sochám tohoto typu se chebská liší v labilním postoji Ježíška. Ten je v následujícím období často zobrazován jako živě gestikulující dítě, které vztahuje ruce k matce (Madona z Hrádku u Benešova, 1360–1370, Madona Z Kerhartic, 1361–1368).
Pro systém drapérie, která je u pravé nohy asymetricky nařasena do kaligraficky pojaté soustavy rourovitých kaskád a vytváří dramatický akcent, existují předlohy ve francouzském sochařství počátku 14. století. Hluboký zářez pláště ve tvaru V mezi koleny je zase charakteristický pro francouzské řezby ve slonovině (2. čtvrtina 14. stol.). Chebská Madona má také možnou vazbu na moravské sochařství druhé čtvrtiny 14. století z doby bezprostředně po roce 1350 (Madona z Tovačova). Tato socha předznamenává způsob iluzivního prohloubení třetího rozměru, zohlednění podhledové zkratky a má shodnou typiku tváře jako chebská Madona. Způsob řezby drapérie ji spojuje s madonou z Kerhartic.

### Sv. Jan Křtitel
Jedná se o plně plastickou sochu z lipového dřeva o rozměrech 90 x 33,5 x 23 cm, záda má vyhloubená, zachovány jsou zbytky křídového podkladů. Polychromie chybí. Sochu restauroval J. Živný roku 1994.
Světec je zobrazen jako starší podsaditý muž s dlouhými vlasy a rozděleným plnovousem. V levé zdvižené ruce drží medailon s Beránkem božím (částečně poškozen), pravá ruka pravděpodobně držela rákosový kříž, který je tradičním atributem Jana Křtitele. Světec je zahalen do vrstveného šatu a jeho další atribut – velbloudí kožešina, byl patrně původně naznačen v nyní chybějící polychromii. Socha představuje ranou formulaci výrazně asymetrického kompozičního schématu, které bylo později typické zejména pro slezské řezbářství. Nerovnováhu vytváří zejména umístění atributu i těžkého závěsu na pravé straně, ačkoli nosná noha je vlevo. Velká hlava s extatickým výrazem je v českém prostředí nezvyklá.
Socha sv. Jana Křtitele ještě navazuje na odkaz antikizující plastiky 13. století a zároveň vykazuje některé pokročilé rysy – zejména tendenci k zdůraznění plastických tvarů tělesného objemu i živějšímu gestu rukou. Celkovým pojetím je blízká Madoně z farního kostela v Broumově, Madoně Eiglově a Madoně z kostela sv. Jakuba v Jihlavě. Expresivní výraz tváře má blízko k Prorokům z Rottweilu, Apoštolovi z pilíře chóru kostela sv. Jakuba v Brně a sv. Janům z Tovačova.

### Sv. Jan Evangelista
Jedná se o plně plastickou sochu z lipového dřeva o rozměrech 95,5 x 29,5 x 18,5 cm, záda sochy jsou vyhloubena, dochovány jsou zbytky křídového podkladu. Polychromie chybí. Ruce sochy nejsou původní. Restaurována byla v letech 1964 a 1994 (podruhé J. Živným).
Socha byla identifikována jako Jan Evangelista na základě typu (mladík s dlouhými vlasy) a analogie s obdobnými sochařskými dvojicemi, které mají tradici již z doby kolem roku 1300. Nezachovaly se ruce ani atributy. Lze odvodit, že původně Jan držel knihu, kalich nebo medailon s orlem. Vyvážená a symetrická kompozice vychází ze starších vzorů. Nejbližší analogie je sv. Jan Evangelista z kostela sv. Maří Magdaleny ve Vratislavi (1350–1362) a Jan z nástavce hlavního oltáře v Levoči. Podobně jako u dalších soch této chebské skupiny je vztah tělesného jádra k povrchu pojednán způsobem, který prozrazuje hledání nového sochařského stylu.

## Příbuzná díla
- Madona z Wachau (kolem 1360–1365)
- Madona z Tovačova (kolem 1360–1370)
- Madona z Hrádku u Benešova (kolem 1360–1370)
- Madona z Bečova v kostele Nanebevzetí Panny Marie v Mostě (kolem 1364–1368)
- Madona z Kerhartic v děčínském muzeu (kolem 1361–1368)
- Madona z Rödelwitz v muzeu v Eisenachu (kolem 1370)[11]
- Retábl v Puschendorfu (kolem 1370)
- skupina slezských Madon na lvu[12]